# Centro tecnico di atletica leggera di Schio
Il centro tecnico di atletica leggera Giosuè Poli, conosciuto anche come stadio di atletica leggera è un centro sportivo situato a Schio in Via Riboli, di proprietà del Comune di Schio, gestito inizialmente dalla Lanerossi, poi dal CONI ed infine dal Comune a partire dal 2015.
La struttura è dotata di impianti per la pratica delle varie discipline dell'atletica leggera e di palestra. La struttura è inoltre dotata di foresteria.

## Storia
Lo stadio di atletica leggera di Schio è sorto nel 1938 su iniziativa della Lanerossi che intendeva così dotare il proprio gruppo sportivo di una struttura adeguata. L'impianto venne inaugurato il 25 settembre 1938 da Benito Mussolini ed intitolato a Giosuè Poli.
Dal 1967 la proprietà affida l'impianto in gestione al CONI, inizialmente sotto la direzione di Mario Lanzi. Nel 1987 la Lanerossi decide di disfarsi della struttura, ma dato che il CONI non è interessato all'acquisto, l'impianto sportivo viene acquisito dal Comune di Schio. Dal 1988 il nuovo proprietario sottoscrive una convenzione trentennale con il CONI per la gestione e manutenzione dell'impianto. Per motivi legati a problemi finanziari, gestionali e strategici presso il CONI la gran parte dei lavori di miglioria della struttura previsti non è stata eseguita ed è stata annunciata la chiusura della convenzioni con il Comitato Olimpico. Dopo vari incontri tra le parti, con circa tre anni di anticipo rispetto agli accordi iniziali, CONI e Comune di Schio hanno trovato un accordo: la struttura il 22 marzo 2015 è stata formalmente restituita al Comune, il quale ne curerà la gestione ed il rilancio.